# Liste des juridictions catholiques d'Afrique
Cette liste recense les juridictions catholiques d'Afrique.

## Liste par pays

### Afrique du Sud
- Archidiocèse de Bloemfontein
  - Diocèse de Bethlehem (en)
  - Diocèse de Keimoes-Upington (en)
  - Diocèse de Kimberley
  - Diocèse de Kroonstad
- Archidiocèse du Cap
  - Diocèse d'Aliwal (en)
  - Diocèse de De Aar (en)
  - Diocèse d'Oudtshoorn (en)
  - Diocèse de Port Elizabeth (en)
  - Diocèse de Queenstown (en)
- Archidiocèse de Durban
  - Diocèse de Dundee (en)
  - Diocèse d'Eshowe (en)
  - Diocèse de Kokstad (en)
  - Diocèse de Mariannhill (en)
  - Diocèse d'Umtata (en)
  - Diocèse d'Umzimkulu (en)
- Archidiocèse de Johannesbourg
  - Diocèse de Klerksdorp (en)
  - Diocèse de Witbank (en)
- Archidiocèse de Pretoria
  - Diocèse de Polokwane (en)
  - Diocèse de Rustenburg (en)
  - Diocèse de Tzaneen (en)
- Vicariat apostolique d'Ingwavuma (en)
- Ordinariat militaire d'Afrique du Sud (en)

### Algérie
- Archidiocèse d'Alger
  - Diocèse de Constantine et Hippone
  - Diocèse d'Oran
- Diocèse de Laghouat

### Angola
- Archidiocèse de Huambo
  - Diocèse de Benguela
  - Diocèse de Kwito-Bié (pt)
- Archidiocèse de Luanda
  - Diocèse de Cabinda (en)
  - Diocèse de Caxito (pt)
  - Diocèse de Mbanza Congo (pt)
  - Diocèse de Sumbe (pt)
  - Diocèse de Viana (en)
- Archidiocèse de Lubango
  - Diocèse de Menongue (pt)
  - Diocèse de Namibe (pt)
  - Diocèse d'Ondjiva (pt)
- Archidiocèse de Malanje
  - Diocèse de Ndalatando (pt)
  - Diocèse d'Uíge (pt)
- Archidiocèse de Saurimo
  - Diocèse de Dundo (pt)
  - Diocèse de Lwena (pt)

### Bénin
- Archidiocèse de Cotonou
  - Diocèse d'Abomey
  - Diocèse de Dassa-Zoumé
  - Diocèse de Lokossa
  - Diocèse de Porto-Novo
- Archidiocèse de Parakou
  - Diocèse de Djougou
  - Diocèse de Kandi
  - Diocèse de Natitingou
  - Diocèse de N'Dali

### Botswana
- Diocèse de Gaborone (suffrageant de l'archidiocèse de Pretoria)
- Diocèse de Francistown (en) (suffrageant de l'archidiocèse de Pretoria)

### Burkina Faso
- Archidiocèse de Bobo-Dioulasso
  - Diocèse de Banfora (en)
  - diocèse de Dédougou (de)
  - diocèse de Diébougou (de)
  - Diocèse de Gaoua (de)
  - Diocèse de Nouna (de)
- Archidiocèse de Koupéla
  - Diocèse de Dori
  - Diocèse de Fada N'Gourma (de)
  - Diocèse de Kaya
  - Diocèse de Tenkodogo
- Archidiocèse de Ouagadougou
  - Diocèse de Koudougou
  - Diocèse de Manga
  - Diocèse de Ouahigouya

### Burundi
- Archidiocèse de Bujumbura
  - Diocèse de Bubanza
  - Diocèse de Bururi
- Archidiocèse de Gitega
  - Diocèse de Muyinga
  - Diocèse de Ngozi
  - Diocèse de Rutana
  - Diocèse de Ruyigi

### Cameroun
- Archidiocèse de Bamenda
  - Diocèse de Buéa
  - Diocèse de Kumba
  - Diocèse de Kumbo
  - Diocèse de Mamfé
- Archidiocèse de Bertoua
  - Diocèse de Batouri
  - Diocèse de Doumé-Abong' Mbang
  - Diocèse de Yokadouma
- Archidiocèse de Douala
  - Diocèse de Bafang
  - Diocèse de Bafoussam
  - Diocèse d'Édéa
  - Diocèse d'Éséka
  - Diocèse de Nkongsamba
- Archidiocèse de Garoua
  - Diocèse de Maroua-Mokolo
  - Diocèse de Ngaoundéré
  - Diocèse de Yagoua
- Archidiocèse de Yaoundé (archevêques)
  - Diocèse de Bafia (évêques)
  - Diocèse d'Ebolowa (évêques)
  - Diocèse de Kribi (évêques)
  - Diocèse de Mbalmayo (en)
  - Diocèse d'Obala
  - Diocèse de Sangmélima

### Cap-Vert
- Diocèse de Mindelo
- Diocèse de Santiago de Cabo Verde

### Comores
- Vicariat apostolique des Comores

### République du Congo (Congo-Brazzaville)
- Archidiocèse de Brazzaville
  - Diocèse de Gamboma
  - Diocèse de Kinkala
- Archidiocèse d'Owando
  - Diocèse d'Impfondo
  - Diocèse de Ouesso
- Archidiocèse de Pointe-Noire
  - Diocèse de Dolisie
  - Diocèse de Nkayi

### République démocratique du Congo (Congo-Kinshasa)
- Archidiocèse de Bukavu
  - Diocèse de Butembo-Beni
  - Diocèse de Goma
  - Diocèse de Kasongo
  - Diocèse de Kindu
  - Diocèse d'Uvira
- Archidiocèse de Kananga
  - Diocèse de Kabinda
  - Diocèse de Kole
  - Diocèse de Luebo
  - Diocèse de Luiza
  - Diocèse de Mbujimayi
  - Diocèse de Mweka
  - Diocèse de Tshilomba
  - Diocèse de Tshumbe
- Archidiocèse de Kinshasa
  - Diocèse de Boma
  - Diocèse d'Idiofa
  - Diocèse d'Inongo
  - Diocèse de Kenge
  - Diocèse de Kikwit
  - Diocèse de Kisantu
  - Diocèse de Matadi
  - Diocèse de Popokabaka
- Archidiocèse de Kisangani
  - Diocèse de Bondo
  - Diocèse de Bunia
  - Diocèse de Buta
  - Diocèse de Doruma-Dungu
  - Diocèse d'Isangi
  - Diocèse de Isiro-Niangara
  - Diocèse de Mahagi-Nioka
  - Diocèse de Wamba
- Archidiocèse de Lubumbashi
  - Diocèse de Kalemie–Kirungu
  - Diocèse de Kamina
  - Diocèse de Kilwa–Kasenga
  - Diocèse de Kolwezi
  - Diocèse de Kongolo
  - Diocèse de Manono
  - Diocèse de Sakania–Kipushi
- Archidiocèse de Mbandaka-Bikoro
  - Diocèse de Basankusu
  - Diocèse de Bokungu-Ikela
  - Diocèse de Budjala
  - Diocèse de Lisala
  - Diocèse de Lolo
  - Diocèse de Molegbe

### Côte-d'Ivoire
- Archidiocèse d'Abidjan
  - Diocèse d'Agboville
  - Diocèse de Grand-Bassam
  - Diocèse de Yopougon
- Archidiocèse de Bouaké
  - Diocèse d'Abengourou
  - Diocèse de Bondoukou
  - Diocèse de Yamoussoukro
- Archidiocèse de Gagnoa
  - Diocèse de Daloa
  - Diocèse de Man
  - Diocèse de San Pedro-en-Côte d'Ivoire
- Archidiocèse de Korhogo
  - Diocèse de Katiola
  - Diocèse de Odienné

### Djibouti
- Diocèse de Djibouti

### Égypte
- Vicariat apostolique d'Alexandrie d'Égypte

- Patriarcat d'Alexandrie des Coptes
  - Éparchie d'Alexandrie
  - Éparchie d'Abu Qurqas
  - Éparchie d'Assiout
  - Éparchie de Gyzeh
  - Éparchie d'Ismaïlia
  - Éparchie de Louxor
  - Éparchie de Mynia
  - Éparchie de Sohag

- Éparchie d'Alexandrie des Arméniens

- Éparchie du Caire (Église catholique chaldéenne)

- Éparchie du Caire des Maronites

- Éparchie du Caire (Église catholique syriaque)

- Territoire patriarcal de l'Égypte et du Soudan (Église grecque-catholique melkite)

### Érythrée
- Archéparchie d'Asmara des érythréens
  - Éparchie de Barentu des érythréens
  - Éparchie de Keren des érythréens
  - Éparchie de Segeneiti des érythréens

### Éthiopie
- Archéparchie d'Addis-Abeba des éthiopiens
  - Éparchie d'Adigrat des éthiopiens
  - Éparchie de Baher Dar - Dessie des éthiopiens
  - Éparchie d'Emdibir des éthiopiens
- Vicariat apostolique d'Awasa
- Vicariat apostolique de Gambella
- Vicariat apostolique de Harar
- Vicariat apostolique de Hosanna
- Vicariat apostolique de Jimma-Bonga
- Vicariat apostolique de Meki (en)
- Vicariat apostolique de Nekemte
- Vicariat apostolique de Soddo
- Préfecture apostolique de Robe

### Eswatini
- Diocèse de Manzini (en)

### France
- Diocèse de Saint-Denis de la Réunion

### Gabon
- Archidiocèse de Libreville
  - Diocèse de Franceville
  - Diocèse de Mouila (de)
  - Diocèse d'Oyem (de)
  - Diocèse de Port-Gentil (en)
- Vicariat apostolique de Makokou

### Gambie
- Diocèse de Banjul

### Ghana
- Archidiocèse d'Accra
  - Diocèse d'Ho (en)
  - Diocèse de Jasikan (en)
  - Diocèse de Keta-Akatsi (en)
  - Diocèse de Koforidua (en)
- Archidiocèse de Cape Coast (en)
  - Diocèse de Sekondi-Takoradi
  - Diocèse de Wiawso
- Archidiocèse de Kumasi (en)
  - Diocèse de Goaso
  - Diocèse de Konongo-Mampong
  - Diocèse d'Obuasi (en)
  - Diocèse de Sunyani
- Archidiocèse de Tamale (en)
  - Diocèse de Damongo
  - Diocèse de Navrongo-Bolgatanga
  - Diocèse de Wa
  - Diocèse de Yendi
- Vicariat apostolique de Donkorkrom

### Guinée
- Archidiocèse de Conakry
  - Diocèse de Kankan
  - Diocèse de N'Zérékoré

### Guinée-Bissau
- Diocèse de Bissau (en)
- Diocèse de Bafatá (en)

### Guinée équatoriale
- Archidiocèse de Malabo
  - Diocèse de Bata
  - Diocèse d'Ebebiyin
  - Diocèse d'Evinayong (es)
  - Diocèse de Mongomo (es)

### Kenya
- Archidiocèse de Kisumu
  - Diocèse de Bungoma
  - Diocèse d'Eldoret
  - Diocèse de Homa Bay
  - Diocèse de Kakamega
  - Diocèse de Kisii
  - Diocèse de Kitale
  - Diocèse de Lodwar
- Archidiocèse de Mombasa
  - Diocèse de Garissa
  - Diocèse de Malindi
- Archidiocèse de Nairobi
  - Diocèse de Kericho
  - Diocèse de Kitui
  - Diocèse de Machakos
  - Diocèse de Nakuru
  - Diocèse de Ngong
- Archidiocèse de Nyeri
  - Diocèse d'Embu
  - Diocèse de Maralal
  - Diocèse de Marsabit
  - Diocèse de Meru
  - Diocèse de Muranga
  - Diocèse de Nyahururu (en)
- Vicariat apostolique d'Isiolo
- Ordinariat militaire du Kenya

### Lesotho
- Archidiocèse de Maseru
  - Diocèse de Leribe (en)
  - Diocèse de Mohale's Hoek (en)
  - Diocèse de Qacha's Nek (en)

### Liberia
- Archidiocèse de Monrovia
  - Diocèse de Cape Palmas
  - Diocèse de Gbarnga

### Libye
- Vicariat apostolique de Benghazi
- Vicariat apostolique de Derna
- Vicariat apostolique de Tripoli
- Préfecture apostolique de Misrata

### Madagascar
- Archidiocèse d'Antananarivo
  - Diocèse d'Antsirabe
  - Diocèse de Maintirano (en)
  - Diocèse de Miarinarivo (en)
  - Diocèse de Tsiroanomandidy (en)
- Archidiocèse d'Antsiranana
  - Diocèse d'Ambanja
  - Diocèse de Mahajanga
  - Diocèse de Port-Bergé
- Archidiocèse de Fianarantsoa
  - Diocèse d'Ambositra
  - Diocèse de Farafangana
  - Diocèse d'Ihosy
  - Diocèse de Mananjary
- Archidiocèse de Toamasina
  - Diocèse d'Ambatondrazaka
  - Diocèse de Fenoarivo Atsinanana
  - Diocèse de Moramanga
- Archidiocèse de Toliara
  - Diocèse de Morombe
  - Diocèse de Morondava
  - Diocèse de Tôlagnaro (de)

### Malawi
- Archidiocèse de Blantyre
  - Diocèse de Chikwawa (en)
  - Diocèse de Mangochi (en)
  - Diocèse de Zomba (en)
- Archidiocèse de Lilongwe
  - Diocèse de Dedza (en)
  - Diocèse de Karonga (en)
  - Diocèse de Mzuzu (en)

### Mali
- Archidiocèse de Bamako
  - Diocèse de Kayes
  - Diocèse de Mopti
  - Diocèse de San
  - Diocèse de Ségou
  - Diocèse de Sikasso

### Maroc
- Archidiocèse de Rabat
- Archidiocèse de Tanger

### Maurice
- Diocèse de Port-Louis
- Vicariat apostolique de Rodrigues

### Mauritanie
- Diocèse de Nouakchott

### Mozambique
- Archidiocèse de Beira
  - Diocèse de Chimoio
  - Diocèse de Gurué (en)
  - Diocèse de Quelimane (en)
  - Diocèse de Tete (en)
- Archidiocèse de Maputo
  - Diocèse d'Inhambane (en)
  - Diocèse de Xai-Xai
- Archidiocèse de Nampula
  - Diocèse d'Alto Molócuè (pt)
  - Diocèse de Lichinga (en)
  - Diocèse de Nacala (en)
  - Diocèse de Pemba (en)

### Namibie
- Archidiocèse de Windhoek
  - Diocèse de Keetmanshoop (en)
  - Vicariat apostolique de Rundu

### Niger
- Archidiocèse de Niamey
  - Diocèse de Maradi

### Nigéria
- Archidiocèse d'Abuja
  - Diocèse d'Idah
  - Diocèse de Lafia
  - Diocèse de Lokoja
  - Diocèse de Makurdi
  - Diocèse d'Otukpo
  - Diocèse de Gboko (en)
  - Diocèse de Katsina-Ala (en)
- Archidiocèse de Benin City
  - Diocèse d'Auchi
  - Diocèse de Bomadi
  - Diocèse d'Issele-Uku
  - Diocèse d'Uromi
  - Diocèse de Warri
- Archidiocèse de Calabar
  - Diocèse d'Ikot Ekpene
  - Diocèse d'Ogoja
  - Diocèse de Port Harcourt
  - Diocèse d'Uyo
- Archidiocèse d'Ibadan
  - Diocèse d'Ekiti
  - Diocèse d'Ilorin
  - Diocèse d'Ondo
  - Diocèse d'Osogbo
  - Diocèse d'Oyo
- Archidiocèse de Jos
  - Diocèse de Bauchi
  - Diocèse de Jalingo
  - Diocèse de Maiduguri
  - Diocèse de Pankshin
  - Diocèse de Shendam
  - Diocèse de Yola
- Archidiocèse de Kaduna
  - Diocèse de Kafanchan
  - Diocèse de Kano
  - Diocèse de Minna
  - Diocèse de Sokoto
  - Diocèse de Zaria
- Archidiocèse de Lagos
  - Diocèse d'Abeokuta (en)
  - Diocèse d'Ijebu-Ode (en)
- Archidiocèse d'Onitsha
  - Diocèse d'Abakaliki
  - Diocèse d'Awgu
  - Diocèse d'Awka
  - Diocèse d'Ekwulobia[1]
  - Diocèse d'Enugu
  - Diocèse de Nnewi
  - Diocèse de Nsukka
- Archidiocèse d'Owerri
  - Diocèse d'Aba (en)
  - Diocèse d'Ahiara (en)
  - Diocèse d'Okigwe (en)
  - Diocèse d'Orlu (en)
  - Diocèse d'Umuahia (en)
- Vicariat apostolique de Kontagora

- Éparchie de l'Annonciation d'Ibadan des Maronites

### Ouganda
- Archidiocèse de Kampala
  - Diocèse de Kasana-Luweero (en)
  - Diocèse de Kiyinda-Mityana (en)
  - Diocèse de Lugazi (en)
  - Diocèse de Masaka
- Archidiocèse de Tororo
  - Diocèse de Jinja (en)
  - Diocèse de Kotido
  - Diocèse de Moroto
  - Diocèse de Soroti (en)
- Archidiocèse de Gulu
  - Diocèse d'Arua (en)
  - Diocèse de Lira (en)
  - Diocèse de Nebbi (en)
- Archidiocèse de Mbarara
  - Diocèse de Fort Portal (en)
  - Diocèse d'Hoima (en)
  - Diocèse de Kabale
  - Diocèse de Kasese (en)
- Ordinariat militaire d'Ouganda (en)

### République centrafricaine
- Archidiocèse de Bangui (archevêques)
  - Diocèse d'Alindao (évêques)
  - Diocèse de Bambari (évêques)
  - Diocèse de Bangassou (évêques)
  - Diocèse de Berbérati (évêques)
  - Diocèse de Bossangoa (évêques)
  - Diocèse de Bouar (y compris liste des évêques)
  - Diocèse de Kaga-Bandoro (évêques)
  - Diocèse de Mbaïki (évêques)

### Royaume-Uni
- Mission sui juris de Sainte-Hélène, Ascension et Tristan da Cunha

### Rwanda
- Archidiocèse de Kigali
  - Diocèse de Butare
  - Diocèse de Byumba
  - Diocèse de Cyangugu
  - Diocèse de Gikongoro (de)
  - Diocèse de Kabgayi
  - Diocèse de Kibungo
  - Diocèse de Nyundo (de)
  - Diocèse de Ruhengeri (de)

### Sahara occidental
- Préfecture apostolique du Sahara occidental

### Sao Tomé-et-Principe
- Diocèse de Sao Tomé-et-Principe

### Sénégal
- Archidiocèse de Dakar
  - Diocèse de Kaolack
  - Diocèse de Kolda
  - Diocèse de Saint-Louis du Sénégal
  - Diocèse de Tambacounda
  - Diocèse de Thiès
  - Diocèse de Ziguinchor

### Seychelles
- Diocèse de Port Victoria

### Sierra Leone
- Archidiocèse de Freetown
  - Diocèse de Bo (en)
  - Diocèse de Kenema
  - Diocèse de Makeni

### Somalie
- Diocèse de Mogadiscio

### Soudan
- Archidiocèse de Khartoum
  - Diocèse d'El Obeid
- Territoire patriarcal du Soudan et du Soudan du sud (Église catholique syriaque)

### Soudan du Sud
- Archidiocèse de Djouba
  - Diocèse de Malakal
  - Diocèse de Rumbek
  - Diocèse de Tombura-Yambio
  - Diocèse de Torit
  - Diocèse de Wau
  - Diocèse de Yei

### Tanzanie
- Archidiocèse d'Arusha
  - Diocèse de Mbulu
  - Diocèse de Moshi (en)
  - Diocèse de Same
- Archidiocèse de Dar-es-Salam
  - Diocèse de Bagamoyo
  - Diocèse d'Ifakara
  - Diocèse de Mahenge
  - Diocèse de Morogoro
  - Diocèse de Tanga
  - Diocèse de Zanzibar
- Archidiocèse de Dodoma (en)
  - Diocèse de Kondoa
  - Diocèse de Singida (en)
- Archidiocèse de Mbeya (en)
  - Diocèse d'Iringa
  - Diocèse de Sumbawanga (en)
- Archidiocèse de Mwanza (en)
  - Diocèse de Bukoba
  - Diocèse de Bunda
  - Diocèse de Geita
  - Diocèse de Kayanga
  - Diocèse de Musoma
  - Diocèse de Rulenge-Ngara (de)
  - Diocèse de Shinyanga
- Archidiocèse de Songea
  - Diocèse de Lindi (en)
  - Diocèse de Mbinga
  - Diocèse de Mtwara
  - Diocèse de Njombe
  - Diocèse de Tunduru-Masasi
- Archidiocèse de Tabora
  - Diocèse de Kahama (en)
  - Diocèse de Kigoma
  - Diocèse de Mpanda

### Tchad
- Archidiocèse de Ndjamena
  - Diocèse de Doba
  - Diocèse de Goré
  - Diocèse de Laï
  - Diocèse de Moundou
  - Diocèse de Pala
  - Diocèse de Sarh
- Vicariat apostolique de Mongo

### Togo
- Archidiocèse de Lomé
  - Diocèse d'Aného
  - Diocèse d'Atakpamé
  - Diocèse de Dapaong
  - Diocèse de Kara
  - Diocèse de Kpalimé
  - Diocèse de Sokodé

### Tunisie
- Archidiocèse de Tunis

### Zambie
- Archidiocèse de Kasama
  - Diocèse de Mansa (en)
  - Diocèse de Mpika (en)
- Archidiocèse de Lusaka
  - Diocèse de Chipata (en)
  - Diocèse de Kabwe (en)
  - Diocèse de Livingstone (en)
  - Diocèse de Mongu (en)
  - Diocèse de Monze (en)
  - Diocèse de Ndola (en)
  - Diocèse de Solwezi (en)

### Zimbabwe
- Archidiocèse de Bulawayo
  - Diocèse de Gweru (en)
  - Diocèse d'Hwange (en)
  - Diocèse de Masvingo (en)
- Archidiocèse de Harare
  - Diocèse de Chinhoyi (en)
  - Diocèse de Gokwe (en)
  - Diocèse de Mutare (en)

### Sources
- (en) The Catholic Church in Africa sur gcatholic.org
- (en) Structured View of Dioceses in Africa sur catholic-hierarchy.org